# أحمد شاه خان
أحمد شاه (من مواليد 23 سبتمبر 1934 في كابل) هو الابن الثاني لمحمد ظاهر شاه، ملك أفغانستان السابق، ووريث عرش مملكة أفغانستان.

## السيرة الذاتية
عند ولادته كان الثاني في ترتيب الخلافة على العرش بعد شقيقه الأكبر الأمير محمد أكبر خان، ولكن بعد وفاة شقيقه في 26 نوفمبر 1942، أصبح ترتيبه الأول في خلافة العرش وولي العهد.
درس في جامعة أكسفورد ومعهد الدراسات السياسية بباريس، وقضى في وقت لاحق وقت العمل في وزارة الشؤون الخارجية في كابل.
انتهى حكم والده في 17 يوليو 1973، عندما أطيح به في انقلاب، أعلن على أثره النظام الجمهوري في أفغانستان. وكان ولي العهد واحدا من أربعة عشر عضوا من العائلة المالكة الذين اعتقلوا في أعقاب الانقلاب. وسمح له لاحقاً بمغادرة البلاد إلى روما في 26 يوليو. وبعد الإطاحة بالنظام الملكي، استقر أحمد شاه في ولاية فرجينيا، وتفرغ لكتابة الشعر.
منذ وفاة والده في 23 يوليو 2007، أصبح أكبر وريث ذكر على قيد الحياة من ملوك أفغانستان. وعلى العكس من والده، فإنه لا يحمل لقب «بابائے قوم» والتي تعني «والد الأمة».

## أسرته
تزوج في كابل في عام 1961 من الأميرة خطول بيكم ابنة سردار محمد عمر خان زكريا، من زوجته، الأميرة سلطانة بيكم. وأنجب منها ابنان وابنة واحدة:
- الأمير محمد ظاهر خان (ولد في 1962). والذي أصبح فيما بعد ملك، وعرف باسم الملك محمد الثامن.
- الأمير محمد أميل خان (ولد في 1969).
- الأميرة هوى خانم (ولدت في 1963).

## وصلات خارجية
- أسرة باراكزاي